# Рогузьно (Ловицький повіт)
Рогузьно (пол. Rogóźno) — село в Польщі, у гміні Доманевиці Ловицького повіту Лодзинського воєводства.
Населення — 442 особи (2011).
У 1975-1998 роках село належало до Скерневицького воєводства.

## Демографія
Демографічна структура станом на 31 березня 2011 року:
|          | Загалом | Допрацездатний вік | Працездатний вік | Постпрацездатний вік |
| -------- | ------- | ------------------ | ---------------- | -------------------- |
| Чоловіки | 223     | 46                 | 145              | 32                   |
| Жінки    | 219     | 31                 | 115              | 73                   |
| Разом    | 442     | 77                 | 260              | 105                  |